# Pike River
Pike River est une municipalité du Québec, située dans la MRC de Brome-Missisquoi en Estrie.
En mai 2012, la municipalité de Saint-Pierre-de-Véronne-à-Pike-River changea son nom pour municipalité de Pike River.

## Toponymie
Pike River n'est que la simple traduction anglaise du nom de la rivière aux Brochets (pike = brochet) qui traverse le territoire de la municipalité.
L'élément véronne de l'ancien nom semble provenir de la ville italienne Vérone, bien qu'en Italien ce nom ne s'écrive qu'avec un seul n. Le constituant Saint-Pierre renvoie au dominicain Pierre de Vérone (vers 1205-1252), bien qu'il semble que les citoyens voulurent d'abord rendre hommage à leur premier curé, Pierre-Joseph Cardin, qui fera bâtir une église et un presbytère en 1893.

## Géographie
La municipalité est située à l'extrémité sud-ouest de la MRC de Brome-Missisquoi et à une distance de 12 kilomètres de l'état du Vermont à la frontière canado-américaine. Son territoire est traversé par trois ruisseaux, soit les ruisseaux au Castor, Louis-Rocheleau et Bellefroid-Dandurand, ainsi que par la rivière aux Brochets, qui se jette 6 km plus loin dans la baie Missisquoi.

## Histoire
La colonisation commence au XIXe siècle. En 1895, la paroisse de Saint-Pierre-Véronne est officiellement érigée des suites de son détachement avec les municipalités limitrophes de Saint-Georges-de-Clarenceville, de Notre-Dame-des-Anges-de-Stanbridge, de Stanbridge Station et de Saint-Sébastien. Lors de la création de la municipalité en 1912, l'élément Pike-River fut ajouté à Saint-Pierre-Véronne. De nombreux immigrants de la Suisse, de la Belgique et de la Pologne se sont installés dans cette localité.
Érigée en 1907, l'église catholique Saint-Pierre de Vérone (du nom d'un martyr lombard héros de la lutte contre l'hérésie) a été vendue le 22 août 2006 pour devenir un centre culturel pour la peinture, le théâtre et la danse.

## Démographie
| 1991 | 1996 | 2001 | 2006 | 2011 | 2016 | 2021 |
| ---- | ---- | ---- | ---- | ---- | ---- | ---- |
| 639  | 614  | 600  | 542  | 525  | 517  | 503  |

## Administration
Les élections municipales se font en bloc pour le maire et les six conseillers.
| Pike River Maires depuis 2001                                                                                        |                   |         |          |
| Élection | Maire             | Qualité | Résultat |
| 2001 | Édouard Asnong    |         | Voir     |
| 2005 | Pierrette Alarie  |         | Voir     |
| 2009 | Martin Bellefroid |         | Voir     |
| 2013 | Martin Bellefroid | Voir    |          |
| 2017 | Martin Bellefroid | Voir    |          |
| 2021 | Martin Bellefroid | Voir    |          |
| Élection partielle en italique Depuis 2005, les élections sont simultanées dans toutes les municipalités québécoises |                   |         |          |

## Activités économiques
L'agriculture et l'industrie laitière représentent les principaux moteurs de l'activité économique de la municipalité.

## Galerie

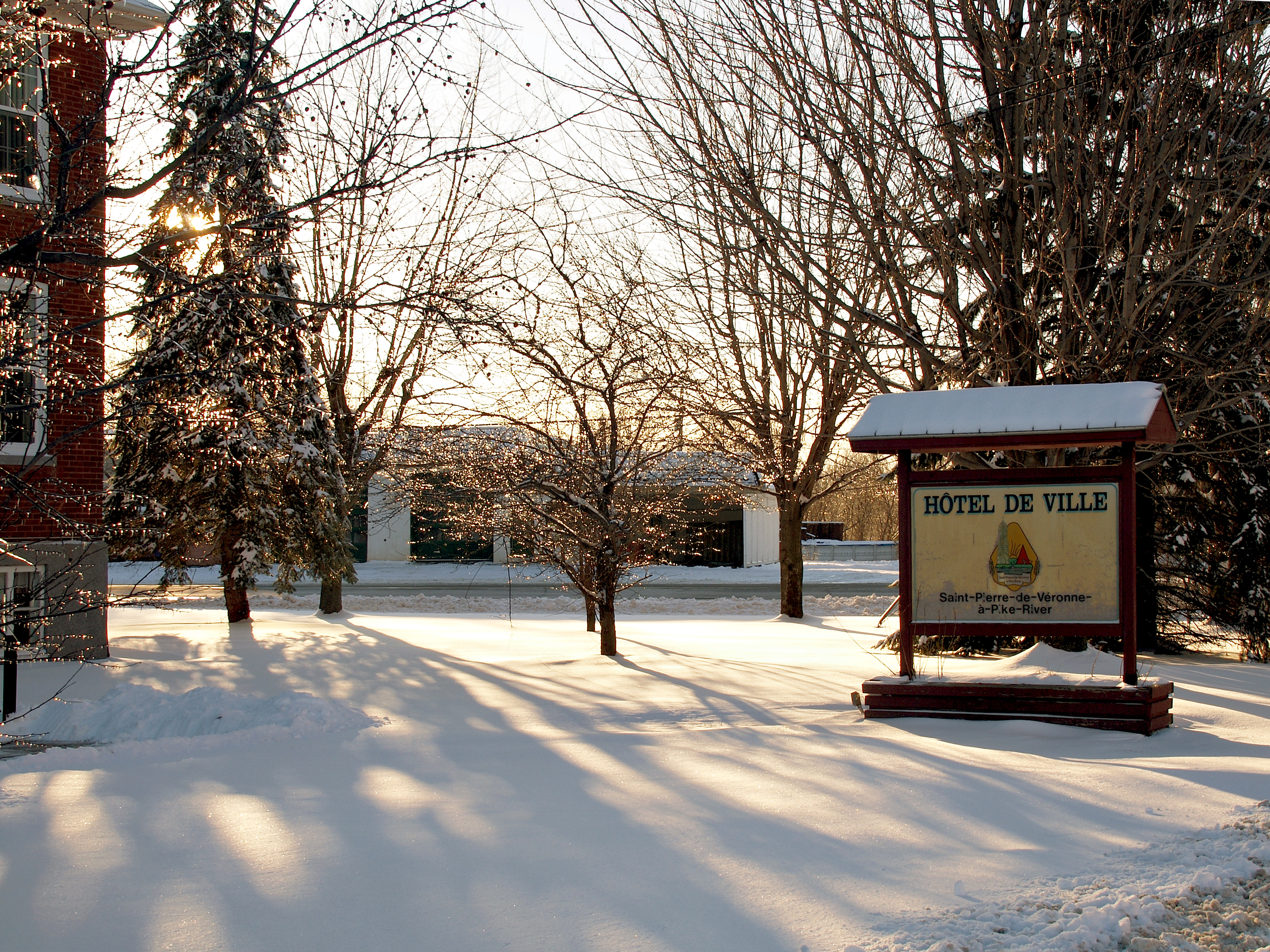
Devant l'Hôtel de ville
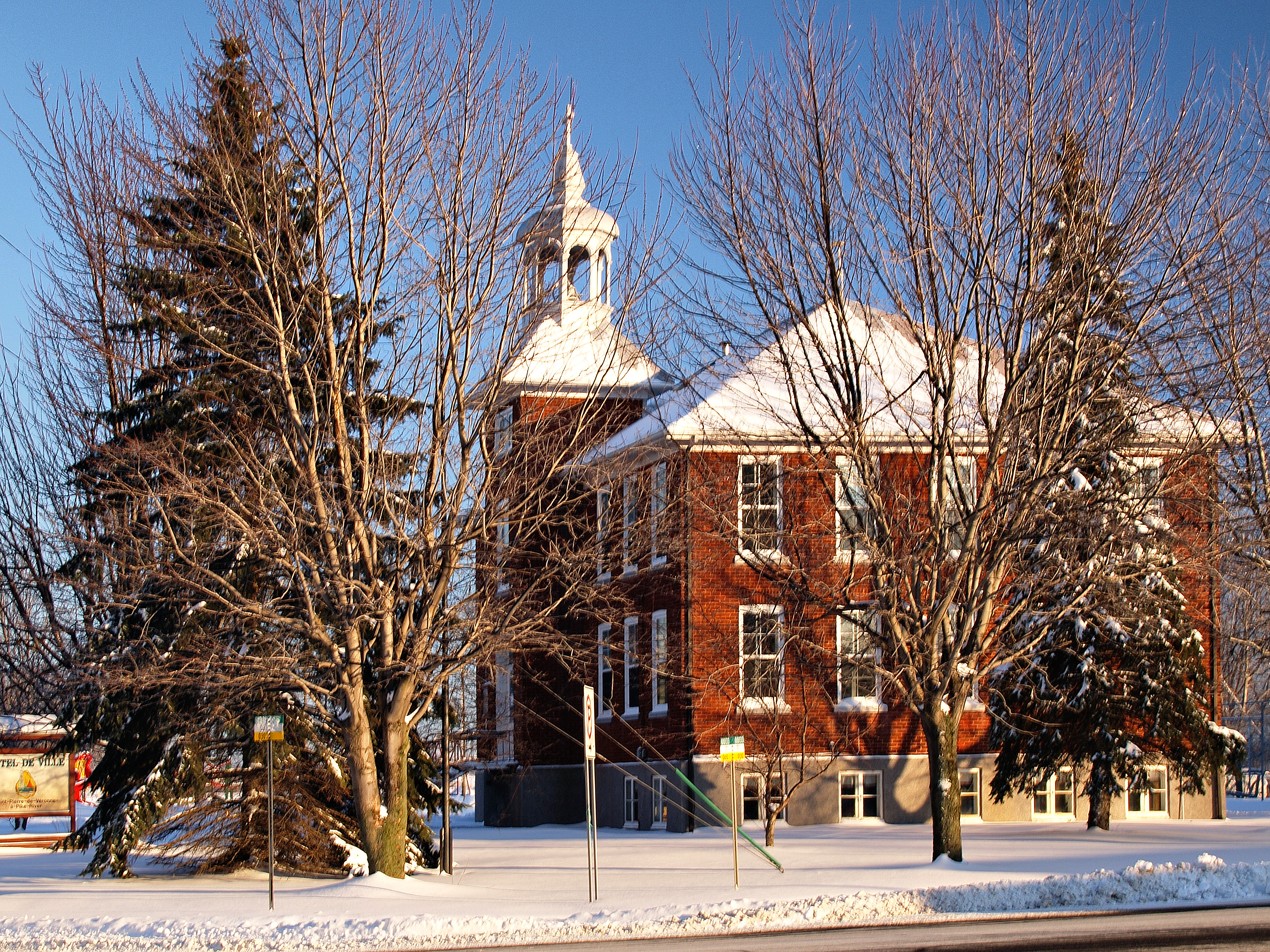
L'Hôtel de ville
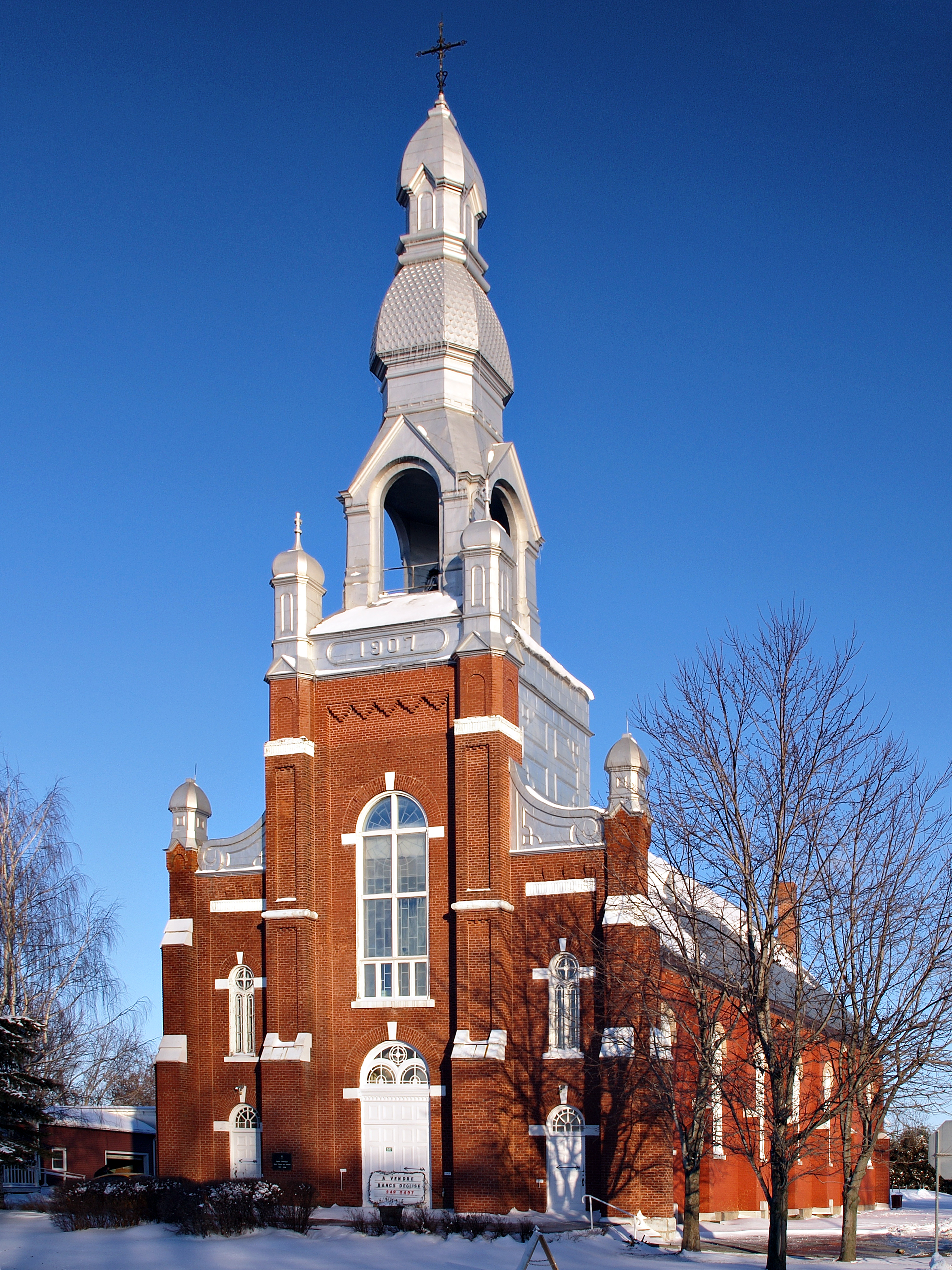
Façade antérieure de l'église St-Pierre-de-Vérone
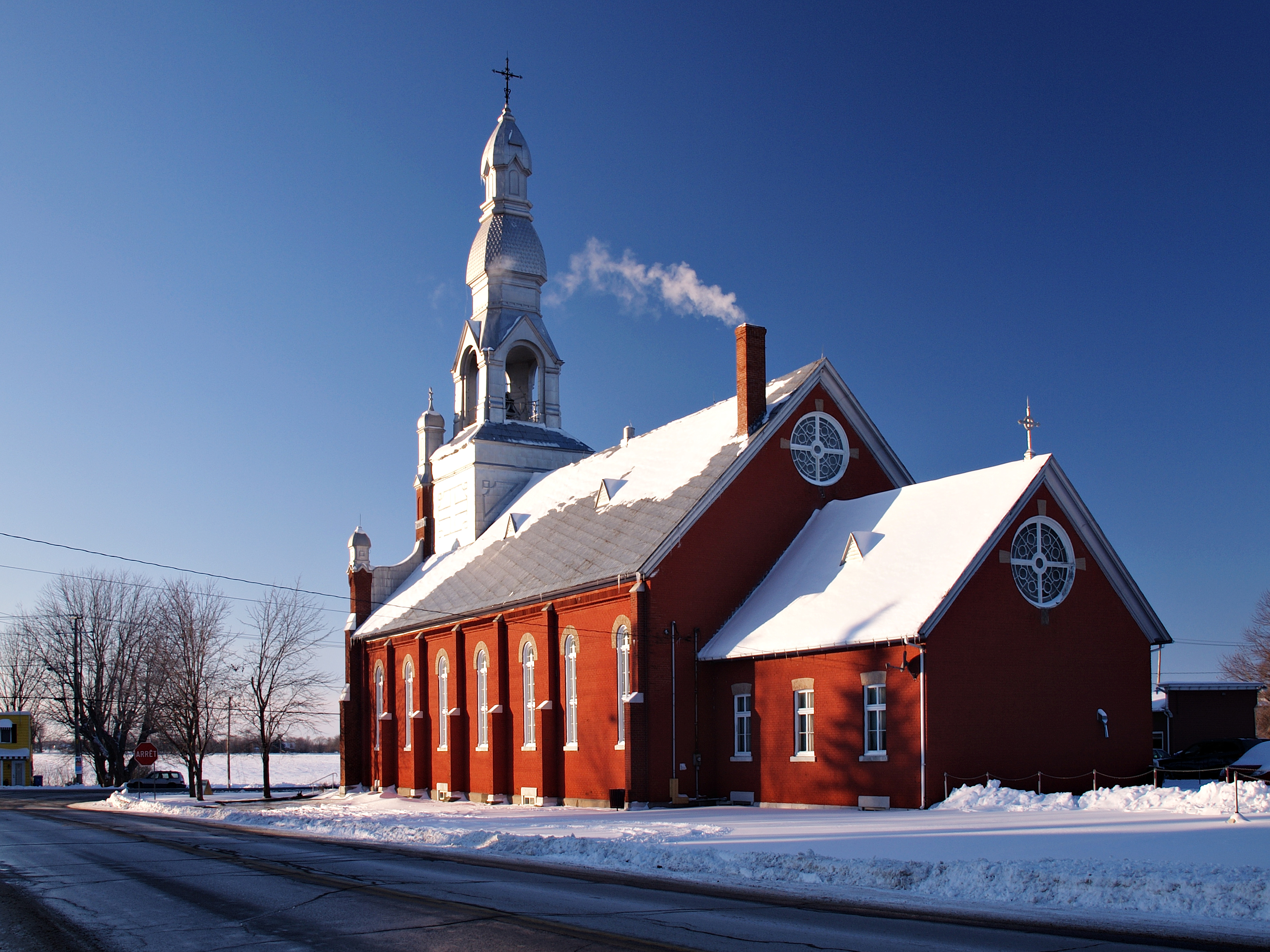
Église catholique St-Pierre-de-Vérone